# Љубинка Трговчевић Митровић
Љубинка Трговчевић Митровић (Сарајево, 7. јануар 1948 — Београд, 4. март 2022) била је српска историчарка.

## Образовање и рад
Љубинка је рођена у партизанској породици. Још као дете се преселила у Београд, где је завршила основну школу и гимназију. Историју је 1971. године дипломирала на Одсеку за савремену историју Филозофског факултета у Београду. Након тога је специјализовала Општу историју новога века до 1974. када је магистрирала тезом Јавни рад Јована Цвијића у Првом светском рату. Године 1984. одбранила је докторску дисертацију Научници Србије и стварање Југославије 1914–1920.
У Историјском институту САНУ радила је између 1972. и 2001. године, прошавши сва научна звања. У Центру за мултидисциплинарне студије Универзитета у Београду држала је предмет Историја науке и образовања у Србији у XIX и XX веку. Од 2001. до пензионисања 2016. године била је редовни професор Факултета политичких наука у Београду. Задње године рада провела је на Универзитету Доња Горица у Подгорици.
Бавила се историјом Србије и Југославије 19. и 20. века с акцентом на проблеме културе, образовања, науке и научних институција. Истраживала је у архивима европских универзитета у Аустрији, Швајцарској, Немачкој, Француској и Енглеској. Својим радовима је попунила празнине у постојећој литератури и допринела разумевању улоге и места Србије у југословенској и европској историји.
Основала је награду „Андреј Митровић“ за најбољи мастер рад одбрањен на Катедри за општу савремену историју Филозофског факултета у Београду и награду за најбољу књигу о српско/југословенско-немачким односима коју додељује задужбина „Михаел Жикић“ из Бона.

## Приватни живот
Љубинку су блиске особе звале Буба. Била је удата за колегу, историчара Андреја Митровића, с којим је била заједно све до његове смрти. Пред крај живота бринула се о његовој заоставштини.
Иако јој политика није била први избор, у њу је ушла још као девојчица. Године 1986. постала је чланица Председништва СР Србије на чијем је челу био Иван Стамболић, али је годину дана након Осме седнице ЦК СКС дала оставку. У време ратова у Југославији била је јавно против њих. У јавности је, заједно са мужем, иступала против национализма и била учесник свих антиратних протеста. Један је од потписника апела ЈНА и хрватских снага од 1991. против разарања Дубровника. Потписала је и апел против НАТО агресије на СР Југославију од 15. априла 1999. Упркос томе што је њеног мужа и њу агресија затекла ван земље, одлучили су да се врате у Београд.
Љубинка је политички била на левој страни и за Југославију, али је и била поносна на своје српско порекло и родни град. Преминула је од кратке али тешке болести у 75. години живота. Сахрањена је пет дана након смрти на Новом бежанијском гробљу.

## Одабрана библиографија
Иза Љубинке је остао богат научни опус. Ово су неки од њених најзначајнијих радова:

### Монографије
- Трговчевић-Митровић, Љубинка (1987). Научници Србије и стварање Југославије 1914-1920. Београд: Српска књижевна задруга. ISBN 86-331-0049-5.[13]
- Трговчевић-Митровић, Љубинка (1992). Историја Српске књижевне задруге. Београд: Српска књижевна задруга. ISBN 86-379-0387-8.
- Трговчевић-Митровић, Љубинка (2003). Планирана елита: о студентима из Србије на европским универзитетима у 19. веку. Београд: Службени гласник. ISBN 86-7743-040-7.

### Чланци
- Трговчевић-Митровић, Љубинка (1975). „Јован Цвијић у Првом светском рату”. Историјски часопис. 22: 173—231.
- Трговчевић-Митровић, Љубинка (1982—1983). „Покушај писања југословенске енциклопедије током Првог светског рата”. Историјски часопис. 29—30: 513—525.

### Поглавља у зборницима
- Трговчевић-Митровић, Љубинка (1982). „Јован Цвијић о уједињењу Југословена (1914–1915)”. Научно дело Јована Цвијића. Поводом педесетогодишњице његове смрти. Београд: Српска академија наука и уметности. стр. 457—463.
- Трговчевић-Митровић, Љубинка (1988). „Студије у иностранству прве генерације универзитетских наставника”. Универзитет у Београду 1838–1938. Београд: Савремена администрација. стр. 69—86.